# Вовча варта
«Вовча варта» (англ. Wolfwalkers) — повнометражний кольоровий анімаційний фільм 2020 року, створений ірландською компанією Cartoon Saloon. Фільм присвячений вигаданим подіям середньовічної історії Ірландії. У центрі сюжету — пригоди доньки мисливця на вовків Робін Гудфелов, котра знайомиться з Меб Ог МакТайр — дівчинкою-перевертнем, яка керує зграєю вовків у місцевому лісі.

## Сюжет
Ірландія, 1650 рік, місто Кілкенні. Лорд-протектор Англії, Шотландії та Ірландії Олівер Кромвель віддає наказ своєму мисливцю на вовків Біллу Гудфеллов винищити вовків в місцевому лісі, які не дають селянам вирубувати дерева, випасати худобу і орати землю. Поки батько безуспішно бігає лісом, розставляючи пастки, в які дивним чином ніколи не потрапляє жоден вовк, його мрійниця-донька Робін, втікаючи від ненависної хатньої роботи, під час самовільної прогулянки знайомиться з рудоволосою дівчинкою Меб Ог МакТайр, яка керує всіма вовками в лісових нетрях. Вона розповідає Робін, що давно залишила б хащі разом зі своєю зграєю, але не може дочекатись повернення матері, яка кудись зникла під час пошуків нового місця для зграї. Наступної ночі виявляється, що через випадковий укус нової подруги Робін перетворюється на вовка, поки її людське тіло спить вдома. У вовчому вигляді дівчата нарешті мають шанс врятувати маму Меб.

## Акторський склад
Ролі озвучили:
- Гонор Ніфсі — Робін Гудфелов, донька мисливця на вовків.
- Єва Вітакер — Меб Ог МакТайр, дівчинка-перевертень, донька Молл.
- Шон Бін — Білл Гудфелов, мисливень на вовків і батько Робін.
- Саймон Макберні — Олівер Кромвель, Лорд-протектор.
- Марія Дойл Кеннеді — Молл МакТайр, мати Меб, очільниця вовчої зграї.

## Знімальна група
- Режисери: Томм Мур
- Сценарій: Вілл Колінз
- Композитор: Брюно Куле
- Продюсери: Томм Мур, Нора Твомі, Пол Янг, Стефан Роланс

## Саундтрек
Звукова доріжка написана Брюно Куле. Використана також музика ірландського гурту Kíla та норвезької популярної співачки AURORA.

## Вихід на екрани
Перший показ фільму відбувся 12 вересня 2020 року на фестивалі у Торонто. 11 грудня 2020 року відбувся реліз фільму на платформі Apple TV+.